# Turning Up
『Turning Up』（ターニング アップ）は、日本の男性アイドルグループ・嵐のデジタルシングル。2019年11月3日にジェイ・ストームから配信された。

## 概要
リリース日の11月3日は『A・RA・SHI』でのCDデビューからちょうど20周年となる日であり、今作のリリースはリリース当日に行った記者会見にて発表された。配信限定シングルのリリースはグループとして初である。
今作のリリースにともに、1stシングル『A・RA・SHI』から57thシングル『BRAVE』までの全シングル表題曲の配信が解禁された。「Turning Up」のミュージックビデオは同日午後9時に公式YouTubeチャンネルにてプレミア公開された。
2019年11月27日放送の日本テレビ系『日テレ系音楽の祭典 ベストアーティスト』でテレビ初披露された。また、2019年12月31日放送のNHK『第70回NHK紅白歌合戦』の白組のトリおよび、大トリの曲となった。　
配信から1年後の2020年11月3日発売のオリジナル・アルバム『This is 嵐』で初CD化された。

## 収録トラック
1. 「Turning Up」 - 3:02
  - Lyrics by Andreas Carlsson, Funk Uchino
  - Music by Erik Lidbom, Andreas Carlsson
  - Rap by Sho Sakurai
  - Produced by Erik Lidbom, Andreas Carlsson
  - Track production by Erik Lidbom
  - Additional track production by Geek Boy Al Swettenham

## Turning Up (R3HAB Remix)
『Turning Up (R3HAB Remix)』（ターニング・アップ リハブ・リミックス）は、嵐のデジタルシングル。2020年1月24日にジェイ・ストームから配信された。

### 概要
「Turning Up」を、海外で絶大な人気を誇るオランダ出身のDJ「R3HAB」がリミックスを手がけ、2020年最初の作品としてリリースされた。
ミュージックビデオも原曲とは別のバージョンが新たに発表された。
iTunesでは、他の作品と異なり「嵐 & R3HAB」名義で配信されている。
2020年11月3日発売の17thアルバム『This is 嵐』の初回限定盤特典CDで初CD化される。

### 収録トラック
1. 「Turning Up (R3HAB Remix)」 - 2:50
  - Lyrics by Andreas Carlsson, Funk Uchino
  - Music by Erik Lidbom, Andreas Carlsson
  - Rap by Sho Sakurai
  - Remix by R3HAB
  - Track produced by Erik Lidbom
  - 1stデジタルシングルのリミックスバージョン

## 収録アルバム
Turning Up
- This is 嵐

Turning Up(R3HAB Remix)
- This is 嵐（初回限定盤）

## 映像作品
Turning Up
- アラフェス2020 at 国立競技場
- This is 嵐 LIVE 2020.12.31